# Independent Democrats
Die Independent Democrats (ID) waren eine südafrikanische Partei.
Sie wurde am 21. Juni 2003 gegründet, nachdem Patricia de Lille ihre frühere Partei, den Pan Africanist Congress, nach internen Zwistigkeiten verlassen hatte. Die Partei verstand sich als sozialdemokratisch und bekannte sich zur Marktwirtschaft. Sie war stark von der häufig als charismatisch bezeichneten Person de Lilles geprägt und griff Probleme wie Korruption und Aids auf, bei denen sie dem regierenden African National Congress (ANC) Versäumnisse vorwarf. Am 15. August 2010 gab die Partei bekannt, sich mit der Democratic Alliance (DA) zu vereinen, um ein stärkeres Gegengewicht zum ANC zu bilden. Sie ging im Vorfeld der Parlamentswahlen 2014 in der DA auf.

## Einfluss
Bei den nationalen Wahlen von 2004 gelang der Einzug ins südafrikanische Parlament. Die Hochburgen der ID bei dieser Wahl waren die Provinzen Westkap und Nordkap, eine deutlich geringere, aber noch nennenswerte Unterstützung erhielt die Partei in der Provinz Gauteng. In anderen Provinzen war die Bedeutung eher marginal. Ihre Hochburgen hatte die Partei also in Gebieten mit relativ hohem Anteil weißer und Coloured-Wähler. Zu einem lokalen Machtfaktor wurden die Independent Democrats, als sie in Kapstadt bei den Kommunalwahlen von 2006 zur drittstärksten Partei und im Folgejahr von der Bürgermeisterin Helen Zille (DA) in eine den ANC ausschließende Koalition aufgenommen wurden, nachdem die ID noch bei den Bürgermeisterwahlen für die Amtsinhaberin Nomaindia Mfeketo (ANC) gestimmt hatten. Die ID ersetzten in der Koalition die abgefallene African Muslim Party. Bei den Kommunalwahlen im Jahr 2011 traten die Independent Democrats nicht mehr als eigene Partei an, sondern bereits auf der Parteiliste der Democratic Alliance. Vor den Wahlen 2014 löste sich die Partei auf.

## Wahlergebnisse
| Wahl von... | Prozent | Sitze |
| ----------- | ------- | ----- |
| 2004        | 1,73 %  | 7     |
| 2009        | 0,92 %  | 4     |